# Atotoztli II
Atotoztli (náhuatl: Atotoztli, "pájaro de agua") o Huitzilxochtzin (náhuatl: Huitzilxōchtzin) (1410) fue la única hija legítima del emperador azteca Moctezuma I y probablemente la única mujer Cihuātlahtoāni en gobernar.
De acuerdo con la Geneología de los príncipes mexicanos, Atotoztli está debajo de su padre Moctezuma I unida con una línea negra, lo que confirma que es hija directa de él. Asimismo, Atotoztli tiene la leyenda Cihuapilli que significa "señora o princesa" en náhuatl. Atotoztli se casó con Tezozomoc, hijo del emperador Itzcoatl, con el que tuvo tres hijos quienes más tarde serían emperadores: Axayácatl, Tizoc y Ahuitzotl.
Existen dos puntos de vista sobre su papel después de la muerte su padre Moctezuma I. En registros históricos se omite a Atotoztli como Cihuātlahtoāni. Por el contrario, existen fuentes que indican que fue la primera mujer gobernante del imperio mexica. De acuerdo con el Códice Ramírez y los Anales de Tula, se establece que fue gobernante junto a su padre y a la muerte de él siguió gobernando. No obstante, el ser mujer y gobernante parecía ser una incongruencia; por esta razón, no fue incorporada en los registros aztecas.
En caso de que haya sido Cihuātlahtoāni, se cree que gobernó entre 1469 y 1481. Por tanto, gobernó antes que su hijo Axayácatl (considerado el sexto tlatoani). De esta manera, Atotoztli fue fundamental para la conservación y regeneración de la dinastía Tolteca-Mexica.